# Pandanus oblanceoloideus
Pandanus oblanceoloideus är en enhjärtbladig växtart som beskrevs av Harold St.John. Pandanus oblanceoloideus ingår i släktet Pandanus och familjen Pandanaceae. Inga underarter finns listade.